# Lars Feld

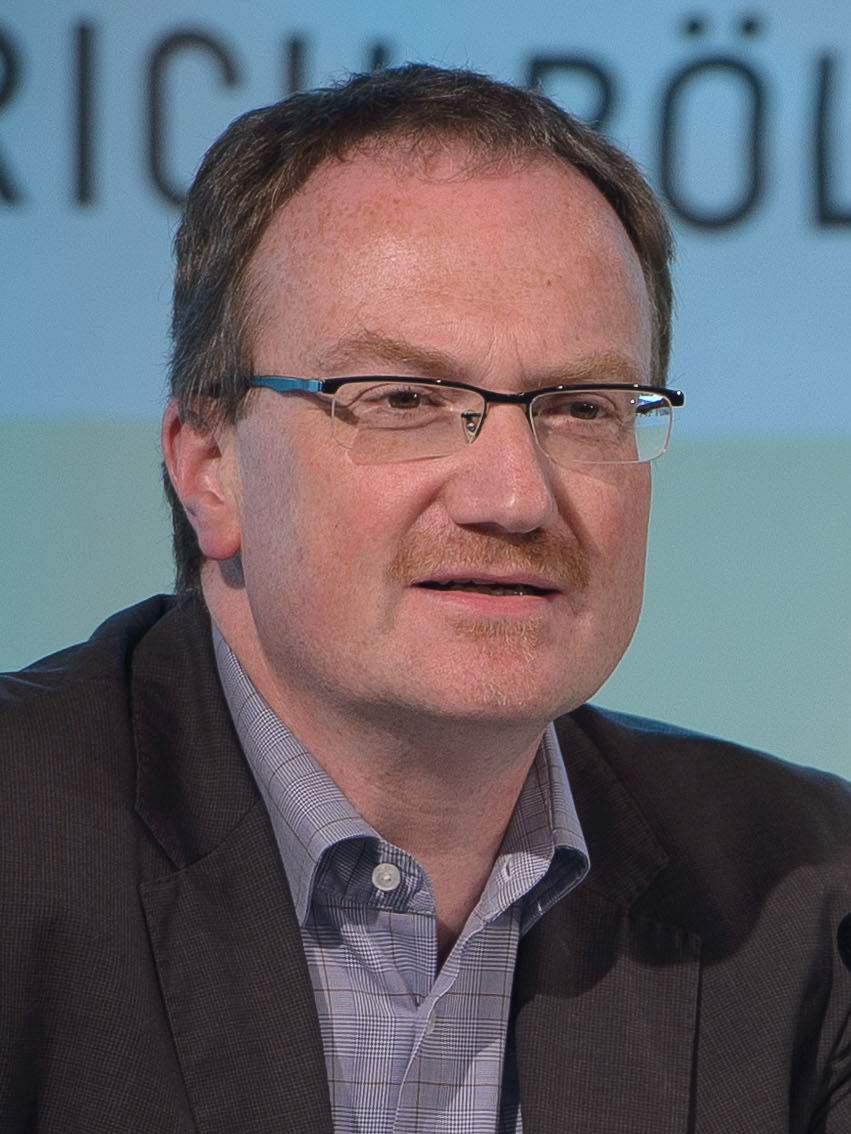
Lars Feld, 2015

Lars Peter Feld (* 9. August 1966 in Saarbrücken) ist Professor für Wirtschaftspolitik an der Universität Freiburg und Leiter des dort ansässigen Walter Eucken Instituts. Von 2011 bis 2021 war er Mitglied des Sachverständigenrats zur Begutachtung der gesamtwirtschaftlichen Entwicklung („Rat der Wirtschaftsweisen“) und war zuletzt von März 2020 bis Februar 2021 dessen Vorsitzender.

## Leben
1985 legte er das Abitur am Illtalgymnasium in Illingen ab. Nach dem Abitur wollte er Medizin studieren, nahm davon aber Abstand, nachdem er 1987 zunächst in der Geriatrie einer Klinik in Saarbrücken zu arbeiten begann und schließlich als Pflegehelfer in der geschlossenen psychiatrischen Männerstation dieses Klinikums arbeitete. Mit dieser Tätigkeit finanzierte er sich sein Studium. Nach der Diplomprüfung 1993 für Volkswirte an der Universität des Saarlandes promovierte er 1999 zum Dr. oec. an der Universität St. Gallen. 2002 habilitierte er sich dort im Fach Volkswirtschaftslehre.
Von 2002 bis 2005 war er Gastprofessor an der wirtschaftswissenschaftlichen Fakultät der Universität Rennes I. Zugleich war er von 2002 bis 2006 C4-Professor für Volkswirtschaftslehre mit dem Schwerpunkt Finanzwissenschaft an der Universität Marburg und seit 2002 Privatdozent für Volkswirtschaftslehre an der Universität St. Gallen.
Er ist seit 2008 Mitglied im Kronberger Kreis der Stiftung Marktwirtschaft und forderte in diesem Zusammenhang mehr private Haftung bei der Europäischen Bankenunion.
Von 2006 bis 2010 war er Inhaber des Lehrstuhls für Finanzwissenschaft an der Universität Heidelberg. Gleichzeitig nahm er 2006 eine Forschungsprofessur am Zentrum für Europäische Wirtschaftsforschung (ZEW) in Mannheim wahr. Zudem ist er seit 2007 ständiger Gastprofessor am Zentrum für Europäische Wirtschaftsforschung (ZEW) Mannheim. Während dieses Zeitraums war er auch als Kurator für die Studentische Unternehmensberatung GalileiConsult e. V. in Heidelberg tätig.
Seit September 2010 ist er Professor für Wirtschaftspolitik und Ordnungsökonomik an der Universität Freiburg und Leiter des Walter Eucken Instituts.
Im Januar 2011 wurde er vom damaligen Wirtschaftsminister Rainer Brüderle zum Nachfolger von Wolfgang Wiegard im Sachverständigenrat zur Begutachtung der gesamtwirtschaftlichen Entwicklung vorgeschlagen, das Amt trat er am 1. März 2011 an. 2016 wurde seine Amtszeit um eine weitere Periode von fünf Jahren verlängert. Im Rat war er für das Thema Staatsfinanzen zuständig. Nach dem Ausscheiden des bisherigen Vorsitzenden Christoph M. Schmidt aus dem Rat wurde Feld im März 2020 zu dessen neuen Vorsitzenden gewählt. Mit dem Ablauf seiner Amtszeit schied er Ende Februar 2021 aus dem Rat aus.
Im Herbst 2021 sollte er ursprünglich Martin Kocher als Leiter des Instituts für Höhere Studien (IHS) nachfolgen, er trat die Stelle aber nicht an. Im Februar 2022 ernannte ihn der Bundesminister der Finanzen Christian Lindner im Ehrenamt zum „Persönlichen Beauftragten des Bundesministers der Finanzen für die gesamtwirtschaftliche Entwicklung“. Dieses Amt füllte er bis zur Entlassung Lindners als Bundesfinanzminister im November 2024 aus. Bis 2003 war Feld Mitglied der SPD. Er trat aus der Partei aus, weil ihm die Hartz-Reformen nicht weit genug gingen.
Feld ist verheiratet und Vater von drei Söhnen.

## Wissenschaftliches Werk
Feld vertritt insgesamt ordoliberale Positionen, setzt sich mithin für eine soziale Marktwirtschaft, Wettbewerb und einen starken, aber schlanken Staat ein. Zur Lösung der Euro-Krise ist er der Ansicht, dass man „vom Rettungsschirm zu einer Insolvenzordnung kommen“ müsse. Er wird als entschiedener Gegner staatlicher Verschuldung und expansiver Fiskalpolitik beschrieben. „Die Konsolidierung kann auch vor den Sozialausgaben nicht haltmachen“. Er war als Verfechter der „Schuldenbremse“ an deren Ausarbeitung in der Föderalismuskommission II beteiligt und tritt für eine Verschärfung der „Schuldenbremse“ auf der Länderebene ein. Feld ist der Ansicht, dass generelle Steuersenkungen möglich seien. Im Gegenzug müsse man Finanzhilfen und Steuervergünstigungen streichen, wie den ermäßigten Umsatzsteuersatz.
Gegenstand seiner wissenschaftlichen Tätigkeit sind auch Untersuchungen der Auswirkungen direkter Demokratie.
„Die empirischen Untersuchungen für die Schweizer Kantone und Gemeinden (sowie für die U.S.-Bundesstaaten) deuten im wesentlichen darauf hin, dass in direkt-demokratischen Gebietskörperschaften weniger ausgegeben wird, weniger Steuern eingenommen werden, eine geringere Staatsverschuldung besteht, weniger Steuern hinterzogen werden und eine höhere Wirtschaftskraft, gemessen am BIP pro Kopf, resultiert.“ Darüber hinaus engagiert er sich auch im Kuratorium von Mehr Demokratie. So sagte er auch, dass die Bürger in wichtigen Fragen, wie etwa dem Euro, in einem bundesweiten Volksentscheid gefragt werden müssten.
2016 wurde er in der Rangliste der einflussreichsten Ökonomen in Deutschland in den TOP 10 geführt.
In einem Beitrag „Die Mär von der Investitionslücke“ beschreibt Feld im Jahr 2017 die Diskussion um eine „Investitionslücke“ in Deutschland: Diese habe im Bundestagswahlkampf 2013 begonnen, hinter dieser Diskussion steckten „knallharte Interessen“ von Parteien, des Bundes und der Länder und internationaler Organisationen wie des Internationalen Währungsfonds. Deutschland solle zu mehr Verschuldung bewegt werden. Der wirkliche Bedarf an staatlichen Infrastruktur-Investitionen sei unbekannt. Es gebe Belege wie etwa den langsamen Abfluss von Bundesmitteln für Infrastruktur, dass die Finanzierung nicht das Hauptproblem darstelle. Zugleich gebe es ein Übermaß an Infrastruktur, etwa bei verlustträchtigen Regionalflughäfen.

## Tätigkeiten für Lobbyverbände
Feld schreibt Gutachten für die Lobbyorganisation Initiative Neue Soziale Marktwirtschaft und hat den Vorsitz des wissenschaftlichen Beirats des Lobby- und Berufsverbands Wirtschaftsrat der CDU e. V.

## Mitgliedschaften und Ämter
- Mont Pèlerin Society
- Institutsleiter des Walter Eucken Instituts
- Sprecher des wissenschaftlichen Beirats der Stiftung Marktwirtschaft
- seit 2003: Mitglied im Wissenschaftlichen Beirat beim Bundesfinanzministerium.
- seit 2008: Mitglied der Leopoldina[20]
- Mitglied der Ludwig-Erhard-Stiftung
- Mitglied bei NOUS – Network for Constutional Economics and Social Philosophy
- seit 2021: Mitglied der Academia Europaea[21]

## Ehrungen
- 1996: Wicksell-Preis der European Public Choice Society
- 2001: Best Paper Prize des International Institute of Public Finance
- 2008: Excellence in Refereeing Award der American Economic Review
- 2021: Gustav-Stolper-Preis des Vereins für Socialpolitik
- 2022: Europäischer Handwerkspreis des Nordrhein-Westfälischen Handwerkstags
- 2023: Friedrich-List-Medaille[22]

## Schriften (Auswahl)
Bücher und Monographien
- Steuerwettbewerb und seine Auswirkung auf Allokation und Distribution: Eine empirische Analyse für die Schweiz. Dissertation Nr. 2222, Universität St. Gallen, St. Gallen, 1999
Steuerwettbewerb und seine Auswirkungen auf Allokation und Distribution: Ein Überblick und eine empirische Analyse für die Schweiz. In: Beiträge zur Finanzwissenschaft 10, Mohr Siebeck, Tübingen 2000, ISBN 3-16-147385-X
- Die direkte Demokratie: Modern, erfolgreich, entwicklungs- und exportfähig. Helbing und Lichtenhahn/Vahlen, Basel/München 1999, ISBN 3-7190-1837-7 und 3-8006-2517-2 (mit Gebhard Kirchgässner und Marcel R. Savioz).
- Der kommunale Kassenkredit zwischen Liquiditätssicherung und Missbrauchsgefahr. In: ZEW Wirtschaftsanalysen, Schriftenreihe des ZEW, Band 93, Nomos, Baden-Baden 2009, ISBN 978-3-8329-3919-9 (mit Friedrich Heinemann, Benny Geys, Christoph Gröpl, Sebastian Hauptmeier und Alexander Kalb)

Herausgeberschaften
- Perspektiven der Wirtschaftspolitik, Zeitschrift des Vereins für Socialpolitik, 2004 Mitherausgeber, seit 2005 federführender Herausgeber
- Economic Models in Politics, Sonderheft der Swiss Political Science Review / Schweizerische Zeitschrift für Politikwissenschaft / Revue suisse des sciences politiques 11(4), 2005 (mit Simon Hug)
- Economic Models in Politics, Rüegger, Zürich, 2006, ISBN 3-7253-0835-7, ISBN 978-3-7253-0835-4 (mit Simon Hug).
- Neue Studien zur Politischen Ökonomie, Schriftenreihe des Nomos-Verlags, Baden-Baden, seit 2006 (mit Charles B. Blankart, Reiner Eichenberger, Bruno S. Frey, Gebhard Kirchgässner, Christian Kirchner, Friedrich Schneider, Alois Stutzer und Hannelore Weck-Hannemann)
- The Future and Past of European Union Finances, Sonderausgabe der Zeitschrift Public Finance and Management 9 (4), 2009 (mit Friedrich Heinemann)
- Jahrbuch für direkte Demokratie, Band 1, 2009, Nomos, Baden-Baden, 2010, ISBN 978-3-8329-4860-3 (mit Peter M. Huber, Otmar Jung, Christian Welzel, Fabian Wittreck (Schriftleitung bei Fabian Wittreck)).
- (Macro-) Economic Policy and Public Choice: Essays in Honor of Gebhard Kirchgässner, Sonderausgabe der Zeitschrift Public Choice 144 (3-4), 2010 (mit Marcel R. Savioz und Jan Schnellenbach).
- Hrsg. et alii: Das Zeitalter von Herbert Giersch. Wirtschaftspolitik für eine offene Welt. Mohr Siebeck, Tübingen 2013.
- Einfache Wahrheiten zählen. Mohr Siebeck Verlag, Tübingen 2022, ISBN 978-3-16-155244-1 (mit Christian Molitor).